# Gérard Langlois van Ophem

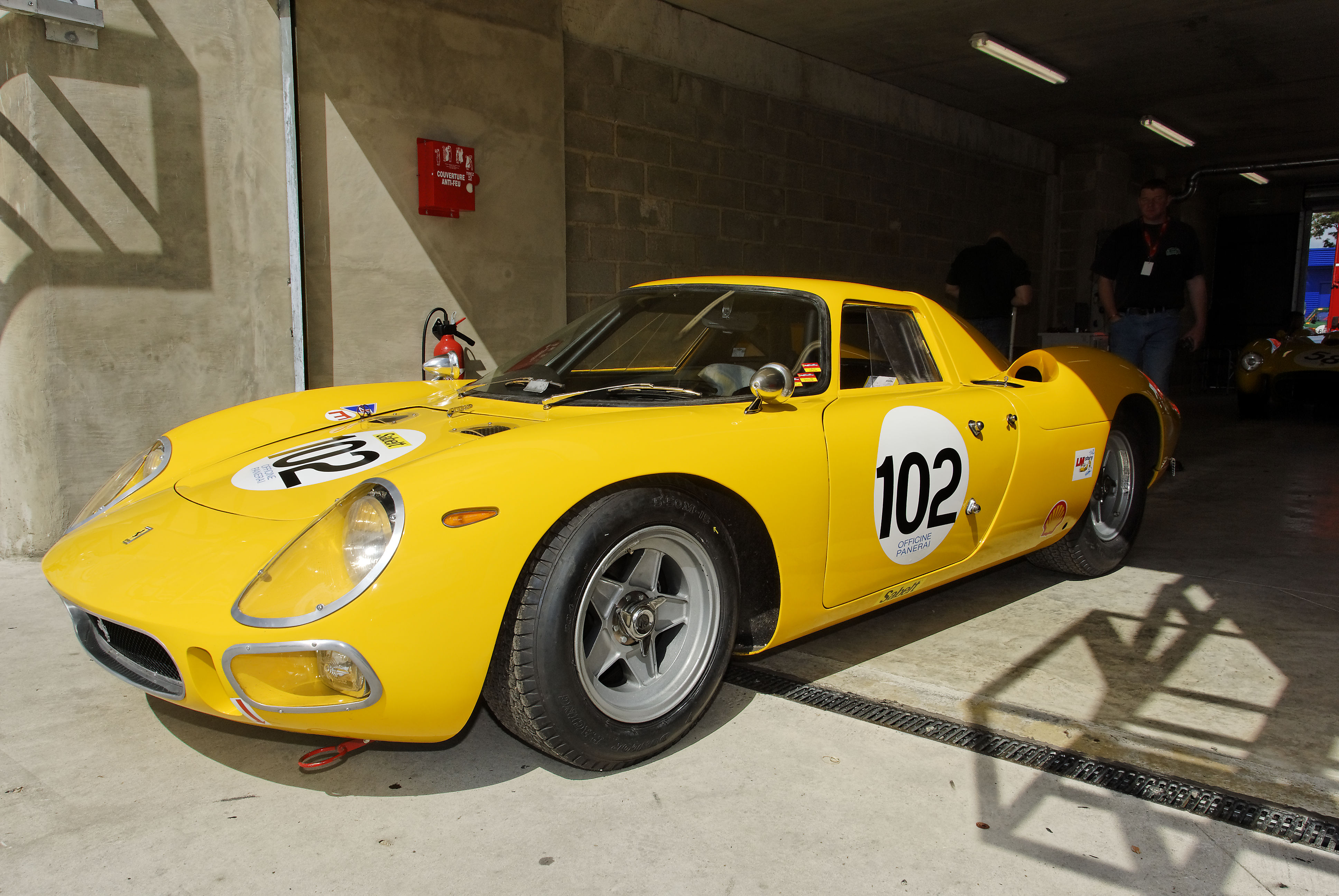
Der Ferrari 250LM mit dem Gérard Langlois van Ophem bei Sportwagenrennen am Start war

Gérard Langlois van Ophem (* 8. März 1940) ist ein ehemaliger belgischer Autorennfahrer.

## Karriere
Gérard Langlois van Ophem ist der Sohn von Henri Langlois van Ophem, der gemeinsam mit Jules de Their 1924 das 24-Stunden-Rennen von Spa-Francorchamps ins Leben rief. Langlois van Ophem fuhr in den 1950er- und 1960er-Jahren Sportwagenrennen und gewann 1965 auf einem BMW 1800 in Spa. Sein größter Erfolg im Motorsport war der zweite Gesamtrang und Klassensieg beim 24-Stunden-Rennen von Le Mans 1963, wo er mit Jean Blaton als Teampartner einen Ferrari 250 GTO der Equipe Nationale Belge steuerte. 1961 wurde er Fünfter und 1962 Dritter in der GT-Gesamtwertung der Tour de France für Automobile.

## Statistik

### Le-Mans-Ergebnisse
| Jahr | Team                   | Fahrzeug        | Teamkollege  | Platzierung            | Ausfallgrund |
| ---- | ---------------------- | --------------- | ------------ | ---------------------- | ------------ |
| 1963 | Equipe Nationale Belge | Ferrari 250 GTO | Jean Blaton  | Rang 2 und Klassensieg |              |
| 1964 | Equipe Nationale Belge | Ferrari 250LM   | Pierre Dumay | Rang 16                |              |
| 1965 | Ecurie Francorchamps   | Ferrari 250LM   | Léon Dernier | Ausfall                | Motorschaden |

### Einzelergebnisse in der Sportwagen-Weltmeisterschaft
| Saison | Team                                        | Rennwagen                     | 1   | 2   | 3   | 4   | 5   | 6   | 7   | 8   | 9   | 10  | 11  | 12  | 13  | 14  | 15  | 16  | 17  | 18  | 19  | 20  | 21  | 22  |
| ------ | ------------------------------------------- | ----------------------------- | --- | --- | --- | --- | --- | --- | --- | --- | --- | --- | --- | --- | --- | --- | --- | --- | --- | --- | --- | --- | --- | --- |
| 1957   |                                             | Salmson 2300                  | BUA | SEB | MIM | NÜR | LEM | KRI | CAR |     |     |     |     |     |     |     |     |     |     |     |     |     |     |     |
| 1957   |                                             | Salmson 2300                  | DNF |     |     |     |     |     |     |     |     |     |     |     |     |     |     |     |     |     |     |     |     |     |
| 1961   | Gérard Langlois van Ophem                   | Austin-Healey 3000            | SEB | TAR | NÜR | LEM | PES |     |     |     |     |     |     |     |     |     |     |     |     |     |     |     |     |     |
| 1961   | Gérard Langlois van Ophem                   | Austin-Healey 3000            | 36  |     |     |     |     |     |     |     |     |     |     |     |     |     |     |     |     |     |     |     |     |     |
| 1962   | Equipe Nationale Belge                      | Fiat-Abarth 1000              | DAY | SEB | SEB | MAI | TAR | BER | NÜR | LEM | TAV | CCA | RTT | NÜR | BRI | BRI | PAR |     |     |     |     |     |     |     |
| 1962   | Equipe Nationale Belge                      | Fiat-Abarth 1000              |     |     | 3   |     |     |     |     |     |     |     |     |     |     |     |     |     |     |     |     |     |     |     |
| 1963   | Ecurie Francorchamps                        | Ferrari 250 GT                | DAY | SEB | SEB | TAR | SPA | MAI | NÜR | CON | ROS | LEM | MON | WIS | TAV | FRE | CCE | RTT | OVI | NÜR | MON | MON | TDF | BRI |
| 1963   | Ecurie Francorchamps                        | Ferrari 250 GT                |     |     |     |     | 4   |     | 5   |     |     | 2   |     |     |     |     |     |     |     |     |     |     |     |     |
| 1964   | Ecurie Francorchamps Ecurie Nationale Belge | Ferrari 250 GTO Ferrari 250LM | DAY | SEB | TAR | MON | SPA | CON | NÜR | ROS | LEM | REI | FRE | CCE | RTT | SIM | NÜR | MON | TDF | BRI | BRI | PAR |     |     |
| 1964   | Ecurie Francorchamps Ecurie Nationale Belge | Ferrari 250 GTO Ferrari 250LM |     |     |     |     | 6   |     | 4   |     | 16  | DNF |     |     |     |     |     |     |     |     |     | 5   |     |     |
| 1965   | Ecurie Francorchamps Georges Marquet        | Ferrari 250LM Ferrari 250 GTO | DAY | SEB | BOL | MON | MON | RTT | TAR | SPA | NÜR | MUG | ROS | LEM | REI | BOZ | FRE | CCE | OVI | NÜR | BRI | BRI |     |     |
| 1965   | Ecurie Francorchamps Georges Marquet        | Ferrari 250LM Ferrari 250 GTO |     |     |     |     | DNF |     |     | DNF | DNF |     |     | DNF | DNF |     |     |     |     |     |     |     |     |     |
| 1966   | Ecurie Francorchamps                        | Ferrari 365P2                 | DAY | SEB | MON | TAR | SPA | NÜR | LEM | MUG | CCE | HOK | SIM | NÜR | ZEL |     |     |     |     |     |     |     |     |     |
| 1966   | Ecurie Francorchamps                        | Ferrari 365P2                 | DNF |     |     |     |     |     |     |     |     |     |     |     |     |     |     |     |     |     |     |     |     |     |